# Превари или почасти, Скуби-Ду!
Превари или почасти, Скуби-Ду! (енгл. Trick or Treat Scooby-Doo!) америчка је анимирана филмска мистерија из 2022. године. Представља 37. филм о Скуби-Дуу.
Приказан је 4. октобра 2022. године у САД, односно 22. октобра у Србији, синхронизован на српски језик.

## Радња
Нови зликовци, али и духови из прошлости, прогањају Скубијеву дружину на Ноћ вештица. Хоће ли Друштво за демистеризацију решити случај на време или ће ове године остати без слаткиша?

## Улоге
| Улога         | Изворни глас     | Српски глас              |
| ------------- | ---------------- | ------------------------ |
| Скуби-Ду      | Френк Велкер     | Марко Марковић           |
| Фред Џоунс    | Френк Велкер     | Милан Тубић              |
| гроф Нефарио  | Френк Велкер     | Милан Тубић              |
| Дафни Блејк   | Греј Делајл      | Андријана Оливерић       |
| Шеги Роџерс   | Метју Лилард     | Лако Николић             |
| Велма Динкли  | Кејт Микучи      | Снежана Јеремић Нешковић |
| Коко Дијабло  | Мирна Веласко    | Михаела Стаменковић      |
| Тревор Глум   | Ентони Кариган   | Огњен Дрењанин           |
| библиотекарка | Џанел Лин Рандал | Марија Стокић            |